# Olhos d'Água do Oeste
Olhos d'Água do Oeste é um distrito no município brasileiro de João Pinheiro, do estado de Minas Gerais.
Olhos d'Água do Oeste foi reconhecido oficialmente pela Lei estadual nº 2764, de 30/12/1962. É conhecido também pela comemoração anual da "Festa de Reis", realizada duas vezes ao ano, e da "Cavalgada da fazenda Teresa", que são os principais atrativos da localidade.